# Strumigenys faurei
Strumigenys faurei  (лат.) — вид мелких земляных муравьёв из подсемейства Myrmicinae. Африка:  Мозамбик, ЮАР, Танзания.
Мелкие муравьи (около 2 мм) с сердцевидной головой, сильно расширенной кзади.  Проподеум угловатый с парой зубцов. Обладают длинными жвалами (длина головы HL 0,55-0,56 мм, ширина головы HW 0,43-0,44 мм, мандибулярный индекс MI 46-47). 
Основная окраска желтоватая. Мандибулы длинные, узкие (с несколькими зубцами). Стебелёк между грудкой и брюшком состоит из двух члеников: петиолюса и постпетиолюса (последний четко отделен от брюшка), жало развито, куколки голые (без кокона). Специализированные охотники на коллембол. Вид был впервые описан в 1948 году южноафриканским энтомологом Г. Арнольдом (G. Arnold, ЮАР).